# Савельев, Олег Ефремович
Олег Ефремович Савельев (род. 28 мая 1951, село Концеба Савранского района Одесской области) — украинский деятель, 1-й секретарь Балтского райкома КПУ, председатель Балтского районного совета Одесской области. Народный депутат Украины 1-го созыва.

## Биография
Родился в крестьянской семье.
Окончил Днепропетровский сельскохозяйственный институт, инженер-механик.
В 1973—1975 годах — главный инженер колхоза «Дружба» Савранского района Одесской области.
Член КПСС с 1974 по 1991 год.
В 1975—1979 годах — 1-й секретарь Саранского районного комитета ЛКСМУ Одесской области.
В 1979—1982 годах — главный инженер Саранского районного управления сельского хозяйства Одесской области.
В 1982—1987 годах — 1-й заместитель председателя исполнительного комитета Савранского районного Совета народных депутатов; председатель Савранского районного агропромышленного объединения Одесской области. Окончил Высшую партийную школу при ЦК КПУ.
В 1987—1988 годах — председатель исполнительного комитета Болградского районного Совета народных депутатов Одесской области.
В 1988—1991 годах — 1-й секретарь Балтского районного комитета КПУ Одесской области.
В 1990—1992 годах — председатель Балтской районного Совета народных депутатов, председатель исполнительного комитета Балтской районного Совета народных депутатов Одесской области.
18.03.1990 избран народным депутатом Украины, 2-й тур 56,18 % голосов, 5 претендентов. Член Комиссии ВР Украины по вопросам строительства, архитектуры и жилищно-коммунального хозяйства. Член группы «Аграрники».
С 1992 года — директор Балтского гослесхоза Одесской области.